# Enterobacillus
Genre
Enterobacillus est un genre de bacilles Gram négatifs de la famille des Enterobacteriaceae. Son nom composé du grec enteron (ἒντερον : intestin) et du latin bacillus (bacille) se traduit donc par « bacille intestinal ». Il fait référence au tube digestif du ver de farine Tribolium castaneum d'où ce genre bactérien a été isolé pour la première fois.
En 2022 c'est un genre monospécifique, l'unique espèce connue Enterobacillus tribolii Patil et al. 2015 étant également l'espèce type du genre.

## Taxonomie
Jusqu'en 2016 ce genre était rattaché par des critères phénotypiques à la famille des Enterobacteriaceae. Malgré la refonte de l'ordre des Enterobacterales par Adeolu et al. en 2016 à l'aide des techniques de phylogénétique moléculaire, Enterobacillus reste dans la famille des Enterobacteriaceae dont le périmètre redéfini compte néanmoins beaucoup moins de genres qu'auparavant.